# Aromatasa
La aromatasa es una enzima que es responsable de un paso fundamental en la biosíntesis de los estrógenos. Debido a que los estrógenos son importantes factores mediadores en ciertos cánceres y otras enfermedades, los inhibidores de aromatasa son frecuentemente usados para tratar dichas enfermedades.
Los esteroides están compuestos por cuatro anillos fusionados (marcados A, B, C, y D en la figura de abajo); a esta estructura de cuatro anillos se le llama ciclopentanoperhidrofenantreno. La aromatasa transforma el anillo A de los esteroides a un estado aromático (de ahí su nombre) a través de la oxidación y posterior eliminación de un grupo metil.

Los Atletas que se administran testosterona toman suplementos antiaromatasa para prevenir los efectos estrogénicos no-deseados, tales como la ginecomastia, debido al exceso de conversión de testosterona a estrógeno.

## Función

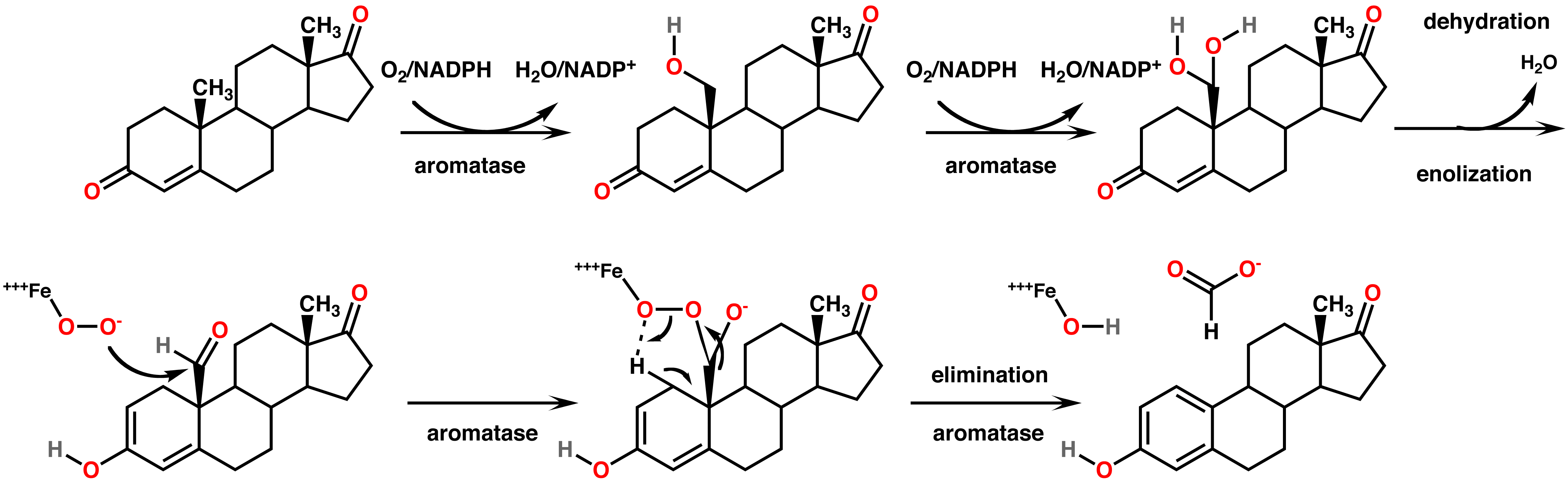
El mecanismo de la reacción química catalizada por la enzima aromatasa.

Esteroidogénesis humana, mostrando ambas acciones de la aromatasa en la parte inferior central.

Este gen codifica un miembro de la superfamilia citocromo P450 de enzimas. Las proteínas del citocromo P450 son monooxigenasas que poseen como función la catálisis de algunas reacciones en la síntesis del colesterol, los esteroides, y otros lípidos. Esta proteína se encuentra en el retículo endoplasmático de la célula y cataliza los últimos pasos de la biosíntesis de los estrógenos (tales como la estrona y el estradiol). Estos pasos incluyen tres hidroxilaciónes consecutivas del grupo 19-metil de los andrógenos, seguido por la eliminación simultánea del grupo metil como formiato y la aromatización del anillo A. Mutaciones en este gen pueden resultar en una actividad incrementada o reducida de la aromatasa; los fenotipos asociados sugieren que los estrógenos actúan tanto como hormonas esteroides como en el crecimiento o diferenciación.
|  |

La aromatasa es miembro de la superfamilia citocromo P450 (EC 1.14.14.1) de enzimas, cuya función es la de aromatizar los andrógenos (esto es, incrementar selectivamente su aromaticidad), produciendo estrógenos. Como tal, este proceso es un factor importante en el desarrollo sexual.

## Genómica
En humanos, el gen CYP19, ubicado en el cromosoma 15q21.1, codifica la enzima aromatasa.
El CYP19 está presente en los primeros cordados divergentes, los cefalocordados Branchiostoma lanceolatum (el anfioxo de Florida, Branchiostoma floridae), pero no en los primeros urocordados divergentes Ciona intestinalis. Por lo tanto, el gen aromatasa evolucionó tempranamente en la evolución de los cordados y no parece estar presente en invertebrados no-cordados (por ejemplo insectos, moluscos, equinodermos, esponjas, corales marinos). Sin embargo, los estrógenos podrían ser sintetizados a través de vías desconocidas.

## Localización celular y tisular
La enzima se encuentra en el retículo endoplasmático de la célula y su actividad está regulada por promotores específicos del tejido que a su vez son controlados por hormonas, citocinas y otros factores. La acción principal de la hormona es transformar la androstenediona en estrona y la testosterona en estradiol. La enzima aromatasa puede ser encontrada en varios tejidos incluyendo las gónadas, cerebro, tejido adiposo, placenta, vasos sanguíneos, piel, huesos, y endometrio, como también en los tejidos de la endometriosis, fibroides uterinos, cáncer de mama, y cáncer de endometrio.

## Actividad
Factores que se conocen por incrementar la actividad de la aromatasa incluyen la edad, obesidad, insulina, gonadotropina y alcohol. La actividad de la aromatasa es disminuida por la prolactina, hormona antimulleriana, y fumar tabaco. La actividad de la aromatasa parecer ser incrementada en ciertos tejidos estrógeno-dependientes como el tejido mamario, cáncer de endometrio, y fibroides uterinos.

## Trastornos

### Síndrome de exceso de aromatasa
Un número de investigadores han informado sobre un raro síndrome de exceso de aromatasa. En niños, esto puede llevar a la ginecomastia, y en niñas a una pubertad precoz y gigantomastia. En ambos sexos puede ocurrir un cierre prematuro de las epífisis resultando en una estatura baja.

### Síndrome de deficiencia de aromatasa
Este síndrome es debido a una mutación del gen CYP19 y es heredado de una forma autosómica recesiva. La acumulación de andrógenos durante el embarazo puede llevar a una virilización de una mujer al nacer (los hombres no son afectados). Las mujeres tendrán amenorrea primaria. Los individuos de ambos sexos serán altos, ya que la falta de estrógenos no llevarán las epífisis al cierre. 
|  |

## Inhibidores de aromatasa
La inhibición de la enzima lleva a un hipoestrogenismo profundo (niveles bajos de estrógenos). Por lo tanto, los inhibidores de aromatasa se han vuelto útiles en el manejo de pacientes con cáncer de mama con receptores estrogénicos. Un ejemplo de un inhibidor de aromatasa es el letrozol, que se comercializa bajo el nombre Femara o  Loxifan. Los inhibidores de aromatasa también están comenzando a ser prescritos para hombres en terapia de reemplazo de testosterona (TRT) como una manera de evitar que los niveles de estrógeno suban de manera repentina una vez que la testosterona sea introducida en su sistema.
Extractos de ciertas callampas (de la variedad: Agaricus bisporus) han demostrado inhibir la aromatasa in vitro.